# Anàstasi

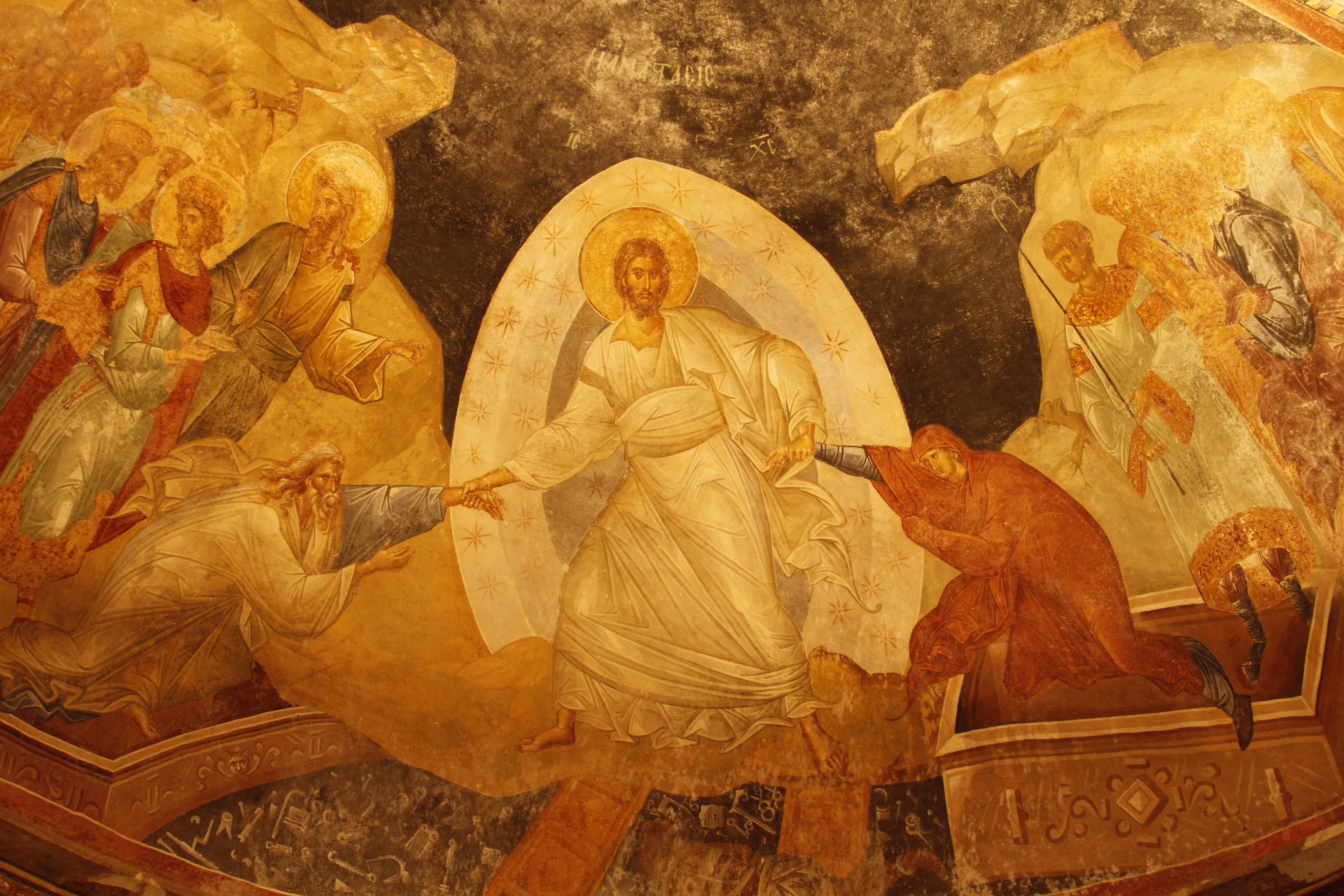
Anàstasi de Sant Salvador de Cora, Constantinoble (1305-1320)

Anàstasi (del grec "aναστασις") és un calc de la paraula grega que designa la Resurrecció de Crist. Aquest episodi es descriu àmpliament en l'Evangeli de Nicodem i de manera molt més breu en el Nou Testament (Mateu 27:52-53).

## Usos
Ha estat un tema molt comú en la iconografia romana d'Orient del període ortodox posticonoclasta.
En la litúrgia cristiana sovint s'ha usat aquesta paraula, consagrant-se fins i tot esglésies a l'Anàstasi; la més famosa d'elles és la de Constantinoble. També es denomina de l'Anàstasi la basílica del Sant Sepulcre de Jerusalem.
La seva similitud amb el nom d'Anastàsia ha donat peu que es posi en dubte la veracitat de l'existència d'Anastàsia de Sirmi, que alguns van pensar que seria la personificació de la Resurrecció de Crist.